# تاکاشی شوجی
تاکاشی شوجی (انگلیسی: Takashi Shoji؛ زادهٔ ۱۴ سپتامبر ۱۹۷۱) بازیکن فوتبال اهل ژاپن است.
از باشگاه‌هایی که در آن بازی کرده‌است می‌توان به باشگاه فوتبال کاشیوا ریسول اشاره کرد.